# Берберски пирати
Берберските пирати са мюсюлмански пират и капери, действали през XIV-XIX век и базирани областта Варварски бряг с главни пристанища Алжир, Тунис и Триполи.
Берберските пирати са активни главно в западното Средиземноморие, но понякога достигат до Леванта и Западна Африка и дори до Исландия и Южна Америка. Те нападат както кораби, така и крайбрежни селища, като основната им цел е залавянето на роби. Стотици хиляди европейци били заловени от берберски пирати варвари и продадени като роби в Северна Африка и Османската империя между ХVІ в. и ХІХ в. Набезите за роби били извършвани повече от араби и бербери, отколкото от османски турци. При все това в разгара на берберската търговия с роби през ХVІ и ХVІІ в. берберските държави били под османска власт и се управлявали от османски паши.